# Aaron McIntosh
Aaron McIntosh, né le 7 janvier 1972 à Auckland, est un véliplanchiste néo-zélandais.

## Carrière
Aaron McIntosh participe aux Jeux olympiques d'été de 2000 à Sydney et remporte la médaille de bronze dans la catégorie du Mistral One Design.